# فرازآوری با گاز
فرازآوری با گاز (انگلیسی: Gas lift) یکی از روش‌های ازدیاد برداشت (افزایش تولید نفت) از میادین نفتی است. در این روش برای بالا آوردن سیال موجود در چاه نفت، تزریق گاز پرفشار درون ستون چاه انجام می‌گیرد.
فرازآوری با گاز با هدف افزایش دبی چاه‌های نفتی مورد استفاده قرار می‌گیرد. در این روش گاز پرفشار به درون سیال موجود در چاه تزریق شده و بدین وسیله دانسیته متوسط و متعاقباً فشار وارد بر ته چاه را کاهش می‌دهد. هدف اصلی در طراحی سیستم فرازآوری با گاز، یافتن دبی بهینه تزریق است. یافتن دبی بهینه از آن جهت اهمیت دارد، که تزریق مقدار اضافی گاز، باعث کاهش تولید و در نتیجه افزایش هزینه می‌گردد.
در ایران در میدان نفتی آغاجاری و در شماری از میادین نفتی واقع در خشکی و سکوهای نفتی دریایی از این روش جهت تولید نفت پیش‌بینی شده‌استفاده می‌شود.